# شکار پرندگان آبزی

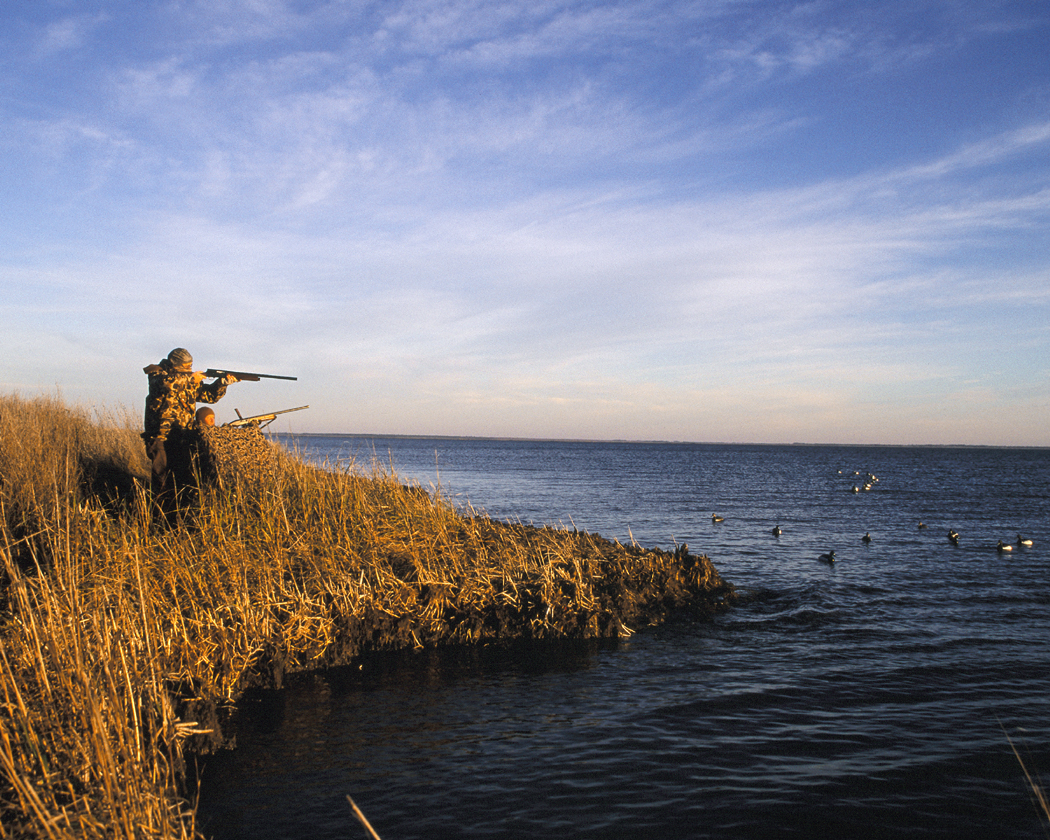
شکارچیان اردک در نقطه کور شکار. طعمه‌ها در آب در سمت راست دیده می‌شوند.

شکار پرندگان آبزی (که در بریتانیا شکار پرندگان وحشی یا تیراندازی پرندگان آبزی نیز نامیده می‌شود)، عملی است برای شکار غاز، مرغابی یا دیگر پرندگان آبزی برای غذا و ورزش.
بسیاری از انواع غازها و مرغابی‌ها زیستگاه یکسانی دارند، فصل‌های شکار همپوشانی یا یکسانی دارند و با استفاده از روش‌های مشابه شکار می‌شوند؛ بنابراین می‌توان گونه‌های مختلف پرندگان آبزی را در یک گردش و تفریح گرفت. پرندگان آبزی را می‌توان در زمین‌های کشاورزی که در آن تغذیه می‌کنند، یا اغلب در درون یا در نزدیکی پیکره‌های آبی مانند رودخانه‌ها، دریاچه‌ها، برکه‌ها، باتلاق‌ها، دشت‌ها یا سواحل اقیانوسی شکار کرد.

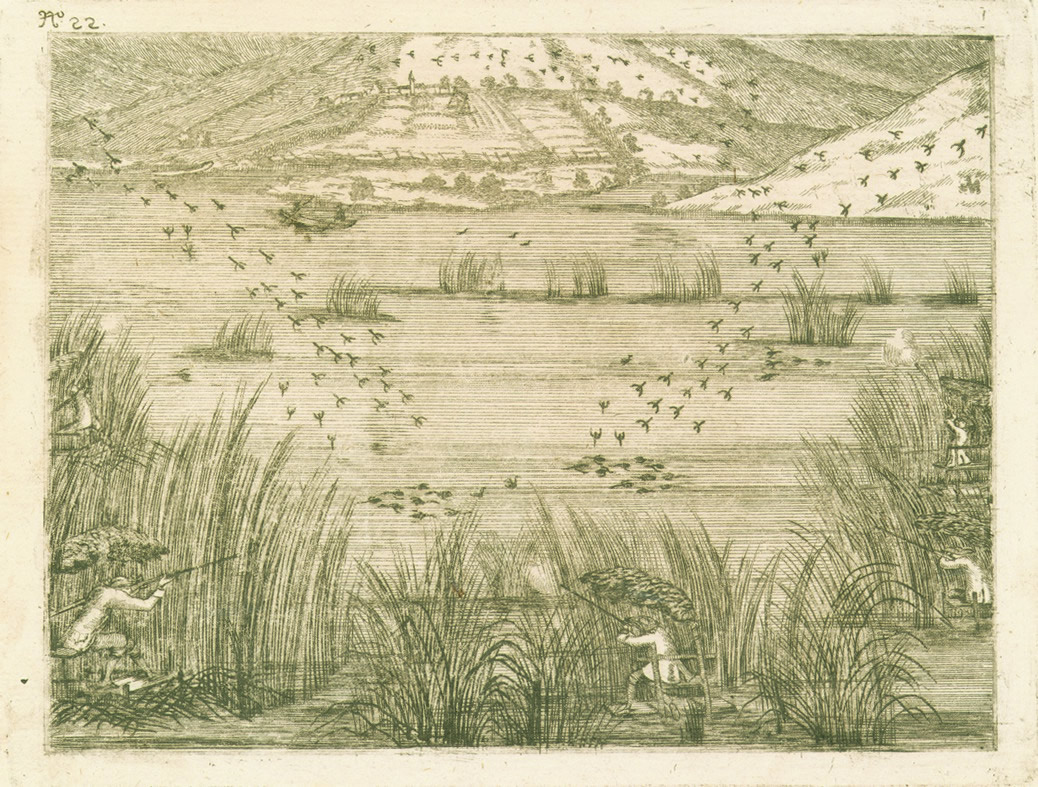
عشق به نژاد؛ čakališče na jezeru pri Jami Lisišče (1759) اثر فرانتس آنتون فون اشتاینبرگ، که شکار پرندگان آبزی را به تصویر می‌کشد.